# U-239 (tàu ngầm Đức)
U-239 là một tàu ngầm tấn công  Lớp Type VII thuộc phân lớp Type VIIC được Hải quân Đức Quốc Xã chế tạo trong Chiến tranh Thế giới thứ hai. Nhập biên chế năm 1943, nó chỉ thuần túy đảm nhiệm vai trò huấn luyện tại khu vực biển Baltic cho đến khi bị hư hại nặng trong một đợt không kích xuống cảng Kiel vào ngày 24 tháng 7, 1944. U-239 được cho xuất biên chế vào ngày 5 tháng 8, 1944 và bị tháo dỡ cùng năm đó.

## Thiết kế và chế tạo

### Thiết kế

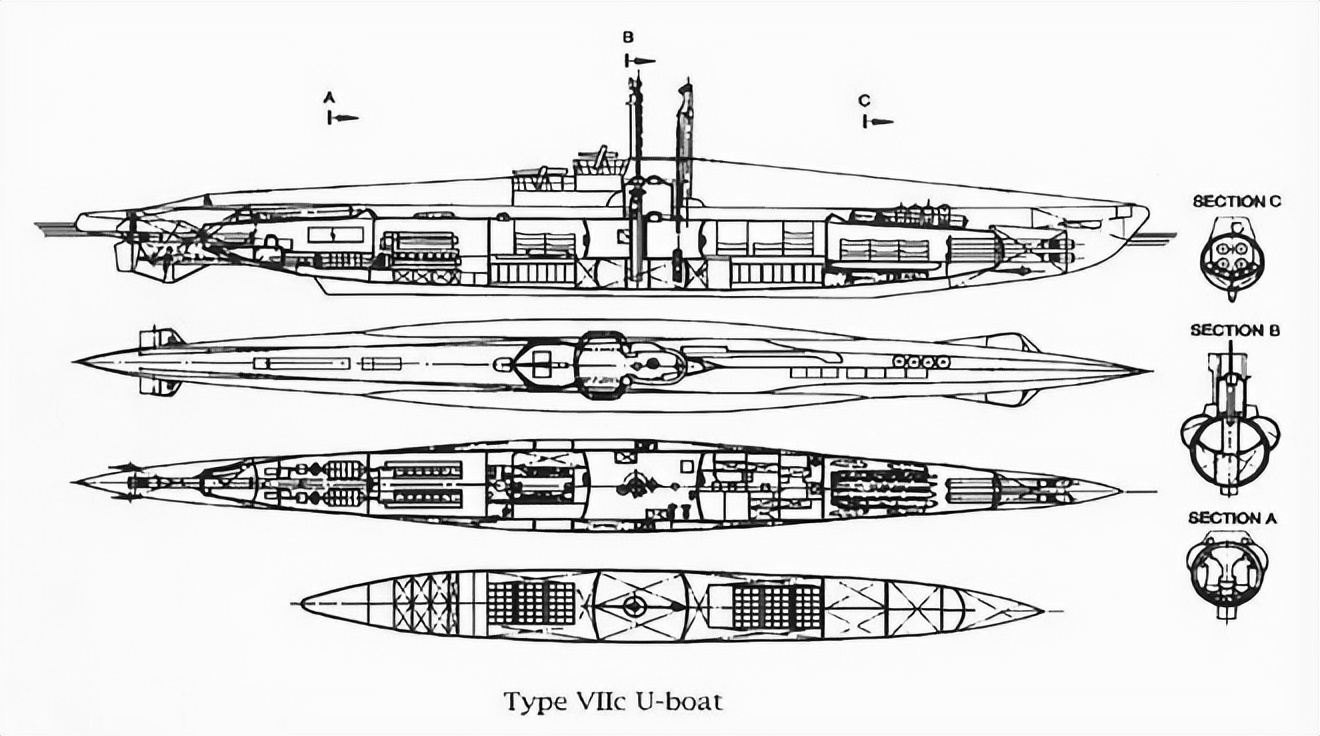
Sơ đồ các mặt cắt một tàu ngầm Type VIIC

Phân lớp VIIC của Tàu ngầm Type VII là một phiên bản VIIB được kéo dài thêm. Chúng có trọng lượng choán nước 769 t (757 tấn Anh) khi nổi và 871 t (857 tấn Anh) khi lặn). Con tàu có chiều dài chung 67,10 m (220 ft 2 in), lớp vỏ trong chịu áp lực dài 50,50 m (165 ft 8 in), mạn tàu rộng 6,20 m (20 ft 4 in), chiều cao 9,60 m (31 ft 6 in) và mớn nước 4,74 m (15 ft 7 in).
Chúng trang bị hai động cơ diesel Germaniawerft F46 siêu tăng áp 6-xy lanh 4 thì, tổng công suất 2.800–3.200 PS (2.100–2.400 kW; 2.800–3.200 bhp), dẫn động hai trục chân vịt đường kính 1,23 m (4,0 ft), cho phép đạt tốc độ tối đa 17,7 kn (32,8 km/h), và tầm hoạt động tối đa 8.500 nmi (15.700 km) khi đi tốc độ đường trường 10 kn (19 km/h). Khi đi ngầm dưới nước, chúng sử dụng hai động cơ/máy phát điện AEG GU 460/8–27 tổng công suất 750 PS (550 kW; 740 shp). Tốc độ tối đa khi lặn là 7,6 kn (14,1 km/h), và tầm hoạt động 80 nmi (150 km) ở tốc độ 4 kn (7,4 km/h). Con tàu có khả năng lặn sâu đến 230 m (750 ft).
Vũ khí trang bị có năm ống phóng ngư lôi 53,3 cm (21 in), bao gồm bốn ống trước mũi và một ống phía đuôi, và mang theo tổng cộng 14 quả ngư lôi, hoặc tối đa 22 quả thủy lôi TMA, hoặc 33 quả TMB. Tàu ngầm Type VIIC bố trí một hải pháo 8,8 cm SK C/35 cùng một pháo phòng không 2 cm (0,79 in) trên boong tàu. Thủy thủ đoàn bao gồm 4 sĩ quan và 40-56 thủy thủ.

### Chế tạo
U-239 được đặt hàng vào ngày 20 tháng 1, 1941, và được đặt lườn tại xưởng tàu của hãng Friedrich Krupp Germaniawerft tại Kiel vào ngày 14 tháng 5, 1942. Nó được hạ thủy vào ngày 28 tháng 1, 1943, và nhập biên chế cùng Hải quân Đức Quốc Xã vào ngày 13 tháng 3, 1943 dưới quyền chỉ huy của Hạm trưởng, Trung úy Hải quân Ulrich Vöge.

## Lịch sử hoạt động
Sau khi hoàn thành việc chạy thử máy và huấn luyện trong thành phần Chi hạm đội U-boat 5, U-239 chỉ thuần túy phục vụ như một tàu huấn luyện, lần lượt trong thành phần Chi hạm đội U-boat 22 từ ngày 1 tháng 7, 1943, rồi quay trở lại Chi hạm đội U-boat 5 từ ngày 25 tháng 7, 1944.
U-239 bị hư hại nặng trong một cuộc không kích của Không quân Hoàng gia Anh xuống xưởng tàu Germania Werke tại Kiel vào ngày 24 tháng 7, 1944, khiến một thành viên thủy thủ đoàn thiệt mạng. Con tàu được cho xuất biên chế vào ngày 5 tháng 8, 1944 và bị tháo dỡ cùng năm đó.